# Atractus edioi
Espèce
Atractus edioi  est une espèce de serpents de la famille des Dipsadidae.

## Répartition
Cette espèce est endémique du Goiás au Brésil. Elle a été découverte à Minaçu dans le Cerrado.

## Description
L'holotype de Atractus edioi, une femelle adulte, mesure 390 mm dont 39 mm pour la queue. Son dos est brun foncé et sa face ventrale blanche.

## Étymologie
Cette espèce est nommée en l'honneur d'Édio Laudelino da Luz.

## Publication originale
- da Silva, Rodrigues Silva, Ribeiro, Souza & do Amaral Souza 2005 : Uma nova espécie do gênero Atractus Wagler, 1928 (Colubridae: Dipsadinae) do Cerrado do Brasil Central. Papéis Avulsos de Zoologia (São Paulo), vol. 45, n. 3, p. 33-39 (texte intégral).